# Jiang Qing
Dans ce nom chinois, le nom de famille, Jiang, précède le nom personnel.
Jiang Qing (chinois : 江青 ; pinyin : Jiāng Qīng ; Wade : Chiang1 Ch'ing1 ; EFEO : Kiang Ts'ing), née le 19 mars 1914 à Zhucheng et morte le 14 mai 1991 à Pékin, ancienne actrice, est une femme politique chinoise. Surnommée « l’Impératrice Rouge », elle fut la quatrième et dernière épouse de Mao Zedong, fondateur de la république populaire de Chine et joua un rôle politique majeur durant la révolution culturelle.
Elle fut arrêtée en 1976, quelques jours après la mort de Mao, et condamnée à finir ses jours en prison, où elle se suicida. En tant que membre de la bande des Quatre, elle est considérée comme une des personnalités responsables du déclenchement, des violences et des destructions de la révolution culturelle.

## Les débuts
Jiang Jing (ou Jiāng Qīng selon la transcription pinyin), de son vrai nom Luan Shumeng (alias Li Yunhe, alias Li Jin, alias Lan Ping), est née entre 1912 et 1914 à Zhucheng dans la province du Shandong, d'une famille de modeste origine. Son père, Li Dewen, était charron et aubergiste. Son enfance dans ce bourg de 30 000 habitants ne fut guère épanouissante. Son père, alcoolique et brutal, battait sa mère (qui n'était pas épouse, mais seulement concubine), laquelle battait Jiang Qing à son tour.

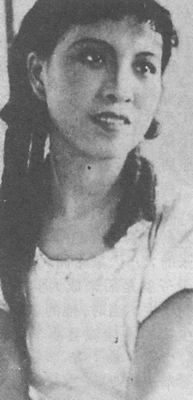
« Lan Ping », actrice, ca. 1930.

À l'âge de cinq ans, sa mère s'enfuit et l'emmène chez son grand-père à Jinan. Là, Yun He (« Grue dans les nuages », son nouveau nom) fréquentera l'école primaire. Mais en 1928, sa mère, probablement remariée, quitte la ville et disparaît, laissant seule l'adolescente. Elle se joint alors à une troupe de Jinan où elle commence l'apprentissage du métier d'acteur. La jeune fille, déjà très belle, s'épanouit dans ce monde artistique. Elle réussit à intégrer l'académie des arts dramatiques de Jinan au printemps 1929, avant que des difficultés ne surgissent à nouveau dès 1930 quand l'établissement ferme brutalement ses portes. Yun He épouse alors Feïn, le fils d'un commerçant de Jinan, qui s'est épris d'elle. Ce mariage de raison pour cette femme ambitieuse ne tarde pas à aboutir, quelques mois plus tard, à un divorce.
La jeune fille part alors pour Qingdao, le grand port du Shandong, où l'ancien directeur de l'Académie des beaux-arts de Jinan est devenu doyen de l'université. L'épouse de ce dernier, Yu Shan, avec qui elle a sympathisé, lui obtient un emploi à la bibliothèque universitaire et surtout lui présente son frère Yu Qiwei, qui occupe un poste important au sein du Parti communiste chinois en tant que responsable de la propagande du parti clandestin pour Qingdao.
En 1933, elle part pour Shanghai commencer une carrière d'actrice sous le nom de Lan Ping (蓝苹) « Pomme Bleue » ; elle y épouse un critique de cinéma appelé Tang Na (pseudonyme de Ma Jiliang), dont elle divorce en 1937.
Pendant quelques années, l'actrice décroche sous le nom de Lan Ping des rôles modestes dans des films de série B. Quoique médiocre, cette carrière l'amène à côtoyer les milieux de gauche, sans y être vraiment acceptée — ce dont elle tirera une certaine rancœur qu'elle assouvira pendant la révolution culturelle. Femme réputée légère, elle a des relations avec des membres du Parti communiste chinois, dont Kang Sheng, qui fut son amant. Celui-ci la présentera ultérieurement à Mao, après avoir rallié ce dernier. Elle devient également la maîtresse de (alias) Huang Jing, un cadre communiste clandestin. Arrêtée par la police pour ces fréquentations, elle est aussitôt relâchée, sans doute après avoir dénoncé des camarades dont elle connaît l'identité, comme certains le lui ont reproché par la suite. Ultérieurement, elle s'efforcera de détruire les traces de son passé en éliminant les témoins, certains mourront sous la torture, ses anciens geôliers susceptibles de révéler sa trahison disparaîtront.

## L'attente
En 1937, elle se sépare de son mari Tang Na et, en compagnie de son ancien amant Yu Qiwei, rejoint Yan'an, la base des forces communistes établie à l'issue de la Longue Marche. C'est à ce moment qu'elle prend le nom plus connu de Jiang Qing. Très ambitieuse, elle va s'employer à séduire Mao, qui divorce alors de sa troisième femme, He Zizhen. Le Bureau politique est pourtant défavorable à cette union, car il se méfie de cette starlette à la réputation sulfureuse. Il craint en outre que cette liaison nuise à l'autorité de Mao, dont l'ex-femme, militante exemplaire, avait participé à toutes les luttes du Parti, et notamment enduré les épreuves de la Longue Marche aux côtés de Mao. Une condition est donc posée, qui est acceptée par Mao : que Jiang Qing s'abstienne de participer à toute activité politique publique. Malgré la déception très vive de Jiang Qing, celle-ci s'incline et le mariage a lieu en novembre 1938. Elle devient ainsi la quatrième et dernière épouse de Mao, après Yang Kaihui (épousée en 1920) et He Zizhen (épousée en 1928).

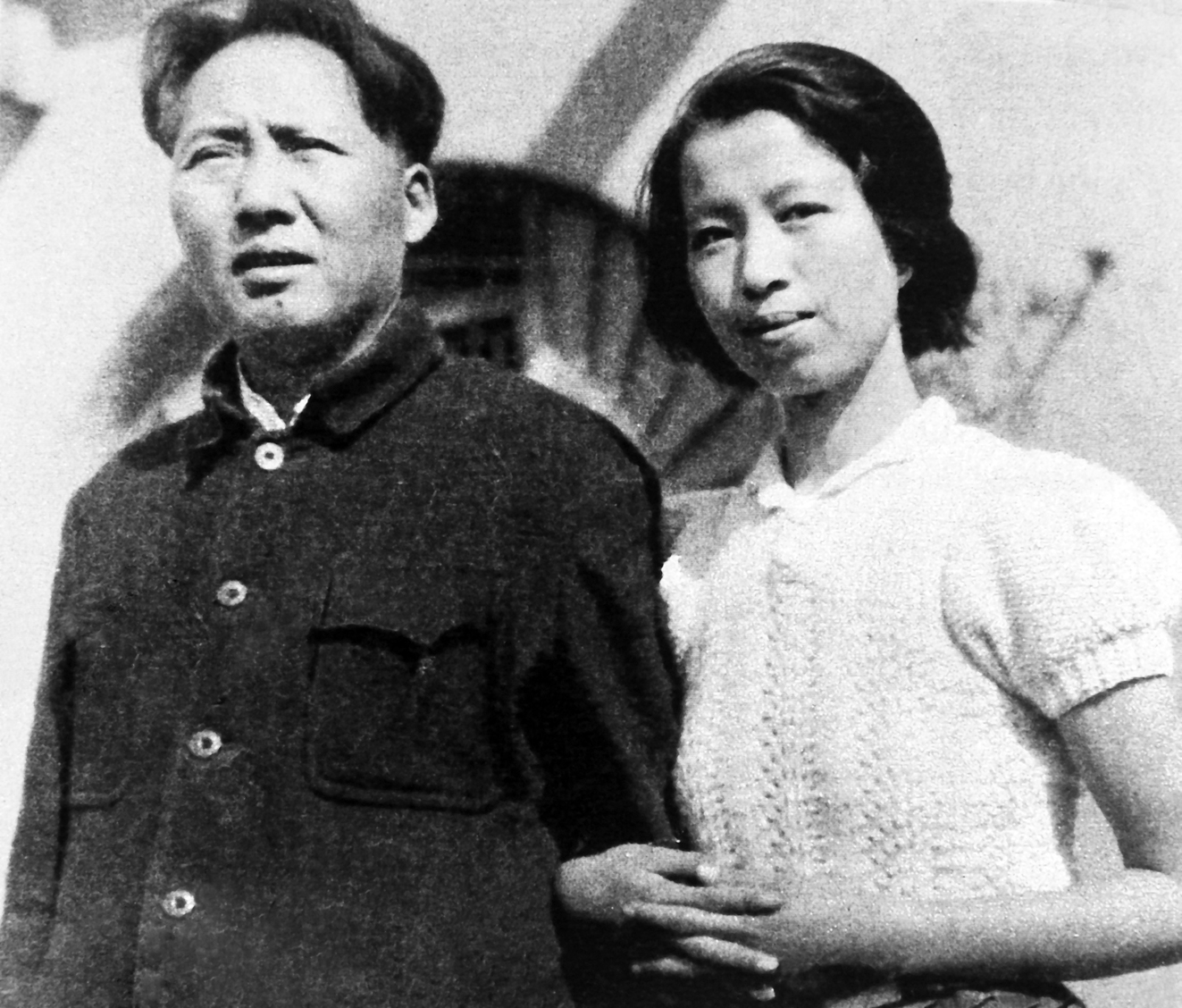
Mao et Jiang Qing à Yan'an dans les années 1940.

De fait, Jiang Qing attendra son heure et se tiendra à l'écart de la vie publique pendant plus d'une décennie. Elle donne à Mao une fille en 1940, Li Na. En 1950, le parti lui abandonne avec réticence le poste de membre du Comité directeur de l'industrie cinématographique dépendant du ministère de la Culture, mais il la traite avec désinvolture, ne lui cachant pas qu'elle est accueillie à ce poste par faveur privée du président Mao (ce dont les têtes de ce comité comme Xia Yan, Tian Han, etc. auront à se repentir : ils seront tous éliminés pendant la révolution culturelle, ainsi que toutes les personnalités influentes du théâtre et du cinéma),. Ce retrait est d'autant plus accentué qu'elle entretient dans les années 1950 des relations pour le moins tumultueuses avec Mao, qui ne lui témoignait pas une fidélité exemplaire (Philip Short et ses autres biographes en font même un dépravé friand de jeunes pubères), et ne pouvait supporter son hypocondrie. En 1956, elle est accueillie à Moscou pour soigner un cancer du col de l'utérus ; elle y séjourne souvent. Elle confie à un médecin soviétique qu'elle n'a plus de relations sexuelles avec Mao Zedong. Ce dernier a de jeunes et jolies infirmières complaisantes et ne dédaigne pas des danseuses d'un soir ou des jeunes paysannes,.
À l'issue du Grand Bond en avant qui, entre 1957 et 1962, cause la mort d'environ 45 millions de personnes, Mao, écarté du pouvoir par le Parti, se rapproche alors de Jiang Qing. Elle s'efforce de développer une certaine influence dans le domaine de l'art. Elle met en avant des formes extrêmement radicales du réalisme socialiste, transformant toute forme d'art en pure propagande politique, et s'intéresse particulièrement à la réforme de l'opéra de Pékin. Son désir de mettre un terme à l'effacement qu'elle subit est en outre exacerbé par les succès publics de Wang Guangmei, femme de Liu Shaoqi, le numéro deux du régime. Cette dernière subira aussi par la suite la vindicte de Jiang Qing : publiquement vilipendée et torturée, on lui reprochera entre autres « crimes » l'élégance de ses toilettes portées lors d'un voyage officiel en Indonésie aux côtés de Liu Shaoqi.
En attendant, comme mesure de compensation, Jiang Qing est élue à l'Assemblée populaire nationale. Elle se fait alors attribuer plusieurs « villas luxueuses », et utilise une des rares voitures particulières de Chine. Pour les besoins de la propagande, elle se fait photographier avec, dans les mains, le manche d’une pioche ou d’un balai.
Sa première occasion de manifester un activisme politique se présente durant l'été 1964, lorsqu'elle propose sa réforme de l'opéra, aboutissant à des « œuvrettes d'une effarante nullité » note Le Monde. Cette tentative fit long feu face au mur d'indifférence, si ce n'est de mépris, présenté par les autorités du Parti.

## La révolution culturelle

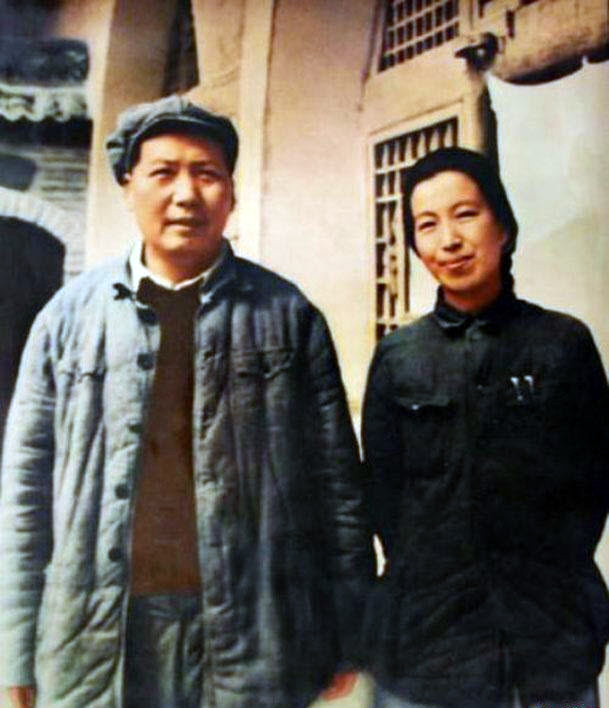
Mao et Jiang Qing en 1946.

Dès le début de la révolution culturelle (1966-1976), Jiang Qing ne vit plus avec Mao Zedong. Dans son ouvrage La Vie privée du président Mao, Li Zhisui, médecin personnel de Mao, précise que ce dernier n'a plus de relations sexuelles avec sa femme. Mais il conserve à ses côtés « plusieurs protégées ». Une de celles-ci est Zhang Yufeng, une contrôleuse de train, qu'il a connue en 1962 alors qu'elle a dix-huit ans et lui soixante-huit. Elle reste sa maîtresse jusqu'à la mort de Mao en 1976 avec un « pouvoir considérable » car elle était la seule à savoir lire sur les lèvres de son amant. Jiang Qing obtient l'amitié de la maîtresse de son mari en la couvrant de cadeaux : elle garde ainsi la possibilité de voir celui-ci. De son côté Jiang Qing a une liaison avec un champion de ping-pong, qui est remercié avec un poste éphémère de ministre des Sports.
La révolution culturelle, tentative orchestrée par Mao à partir de 1965 pour reprendre le pouvoir en relançant la révolution sur une voie radicale, permet à Jiang Qing de se hisser au centre de la scène. Elle se jette dans la mêlée politique, puis profitant du chaos sanglant qui s'ensuit, elle se place — avec l'assentiment de Mao — au premier rang des dignitaires du régime en prenant avec Chen Boda la tête du groupe de la révolution culturelle.
Le dazibao de Nie Yuanzi aurait été placardé le 25 mai 1966, à l'université de Pékin, sur ordre de Jiang Qing. Elle entreprend une campagne de « purification » des arts à partir de 1967, excluant tout ce qui ne relevait pas d'un véritable art populaire « antiféodal » et « antibourgeois ». Elle limite strictement le nombre d'opéras autorisés à huit opéras révolutionnaires. Lin Biao l'aide également à cette époque à répandre son idéologie au sein de l'Armée populaire de libération par le biais de compagnies de danse et de théâtre. De façon générale, elle joue un rôle essentiel au cours des différents rebondissements de cette folle équipée qui mena la Chine au bord du gouffre. Elle est membre du 9e Politburo du Parti communiste chinois du 28 avril 1969. Elle est réélue le 30 juin 1973, lors du 10e Politburo du PCC, mais son rôle politique n'est plus aussi essentiel. Lors de la visite de Richard Nixon en Chine en 1972, elle joue le rôle de « Première dame » du pays, quittant un temps son uniforme militaire pour porter des vêtements féminins.
En 1975, son ancien amant Kang Sheng, agonisant, fait venir à l’hôpital les traductrices anglaises et protégées de Mao, Nancy Tung et Wang Hairong, pour accuser Jiang Qing d'avoir été un agent double au service de Tchang Kaï-chek.
Lors du mouvement du 5 avril 1976, des milliers de Chinois se rassemblent sur la place Tian'anmen et dans plusieurs villes chinoises pour honorer Zhou Enlai, décédé en janvier de la même année, et protester contre la politique menée par les dirigeants chinois. Des textes s'attaquent à l'impératrice rouge Jiang Qing et à ses proches. Les manifestants sont évacués de la place dans « le sang », plusieurs centaines de morts sont évoqués. Deng Xiaoping est mis en accusation par la Bande des Quatre, pour avoir organisé les manifestations du 5 avril. Après sa mise en résidence surveillée, Deng est démis de ses fonctions le 7 avril 1976 par le Politburo et se réfugie alors dans le sud du pays sous la protection d'amis militaires.
Signe de « l'état de décadence dans lequel a sombré le pouvoir maoïste » (Simon Leys), ce rôle d'Impératrice rouge ne doit rien à son action passée, à sa personnalité ou à ses compétences, mais tout à sa relation privée avec Mao. Malgré le déploiement de propagande qu'elle avait mis en place pour exalter sa personne, elle resta d'ailleurs détestée et méprisée par le peuple chinois,.

## La chute

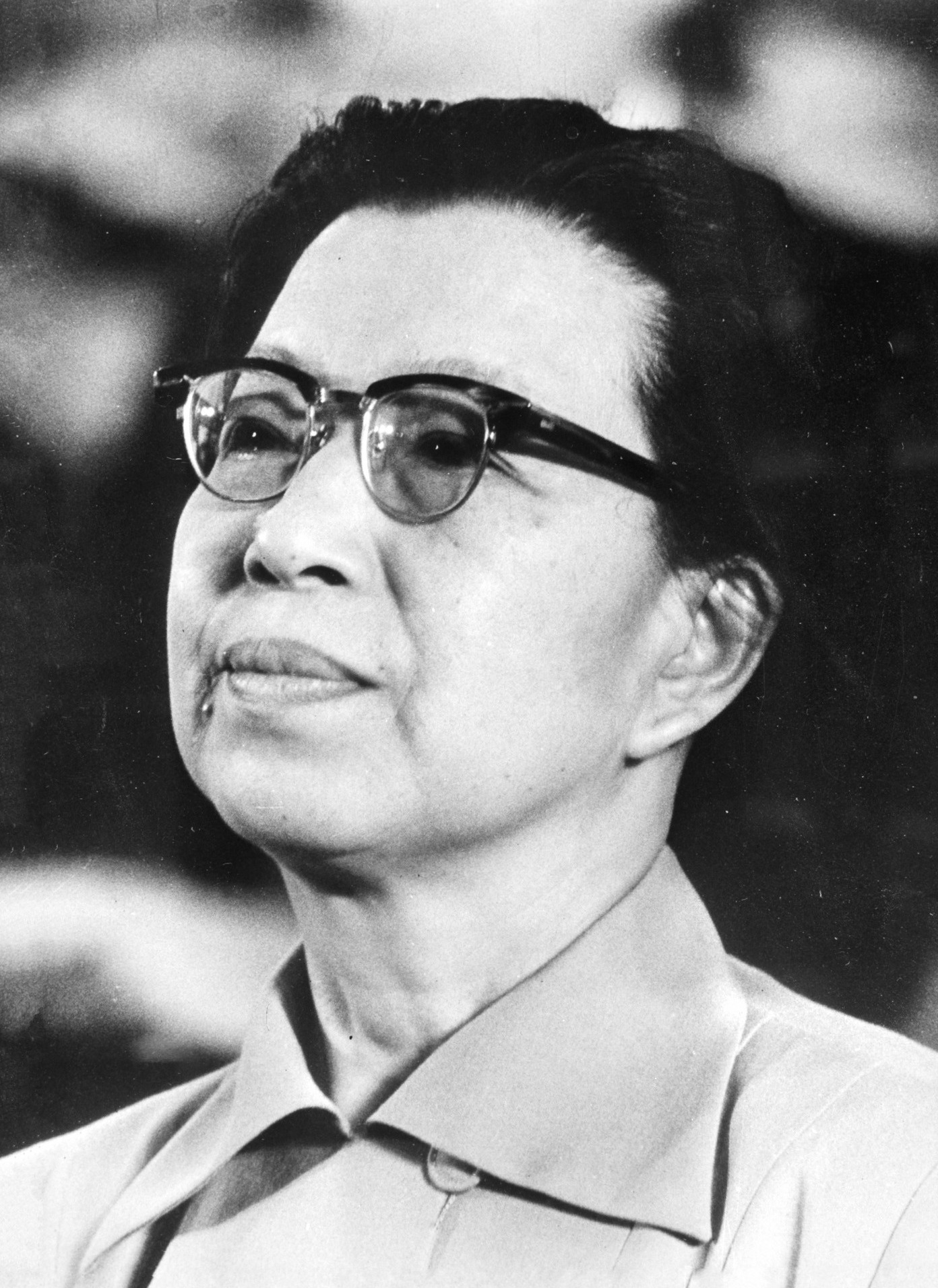
Jiang Qing en 1976.

Dès 1971, Simon Leys prédit que « Mao une fois disparu, le pouvoir de Jiang Qing sera le tout premier à se trouver en péril ». L'analyse était juste, car c'est de son mariage avec Mao qu'elle tire l'essentiel de son pouvoir.
Un mois après la mort du Grand Timonier, ses adversaires, décidés à en finir avec les excès de la faction radicale, et rassemblés autour de Hua Guofeng, la font arrêter avec ses complices de « la Bande des Quatre » (Zhang Chunqiao, Yao Wenyuan et Wang Hongwen), dans la nuit du 6 au 7 octobre 1976. Elle est emprisonnée à la prison de Qincheng. Elle est accusée de complot (une accusation sans doute pas tout à fait imaginaire), et, en juillet de l'année suivante, exclue du Parti communiste chinois.
Ne pouvant l'éliminer de façon expéditive en raison de sa notoriété, les nouvelles autorités chinoises mettent en place une cour spéciale entre novembre 1980 et janvier 1981 afin de la juger pour les crimes innombrables commis pendant la révolution culturelle. Elle comparaît, défendue notamment par Zhang Sizhi, devant trente-six magistrats (et un public de six cents personnes) pour un procès-spectacle dont la sentence a déjà été décidée par Deng Xiaoping (qui est parvenu entretemps à écarter Hua Guofeng du pouvoir). Elle est finalement condamnée à mort le 25 janvier 1981 à l'issue d'une parodie de procès, avec un sursis de deux ans lui permettant de se « repentir ». Jugée responsable — directement ou indirectement — de centaines de milliers de morts, elle n'exprima pas le moindre regret durant son procès, mais au contraire défiant et injuriant ses accusateurs, elle se prévalut d'être le « chien de Mao » (« Quand il me disait de mordre, je mordais »). En 1983, sa peine est commuée en détention à vie.
Après le procès, elle est placée dans la prison de Qincheng, prison spéciale accueillant notamment, dans des conditions privilégiées, les « princes rouges » (nomenklatura chinoise) déchus. Elle est finalement libérée pour raison médicale (probablement un cancer de la gorge) et placée en résidence surveillée à Pékin. « L'impératrice rouge » se serait suicidée le 14 mai 1991, selon les informations données par les autorités chinoises qui n'ont annoncé sa mort qu'en 1993.